# Andrena arabica
Andrena arabica là một loài Hymenoptera trong họ Andrenidae. Loài này được Scheuchl & Gusenleitner mô tả khoa học năm 2007.